# Asilis dentata
Asilis dentata is een keversoort uit de familie soldaatjes (Cantharidae). De wetenschappelijke naam van de soort werd in 1979 gepubliceerd door Wittmer.